# 클루브 과라니

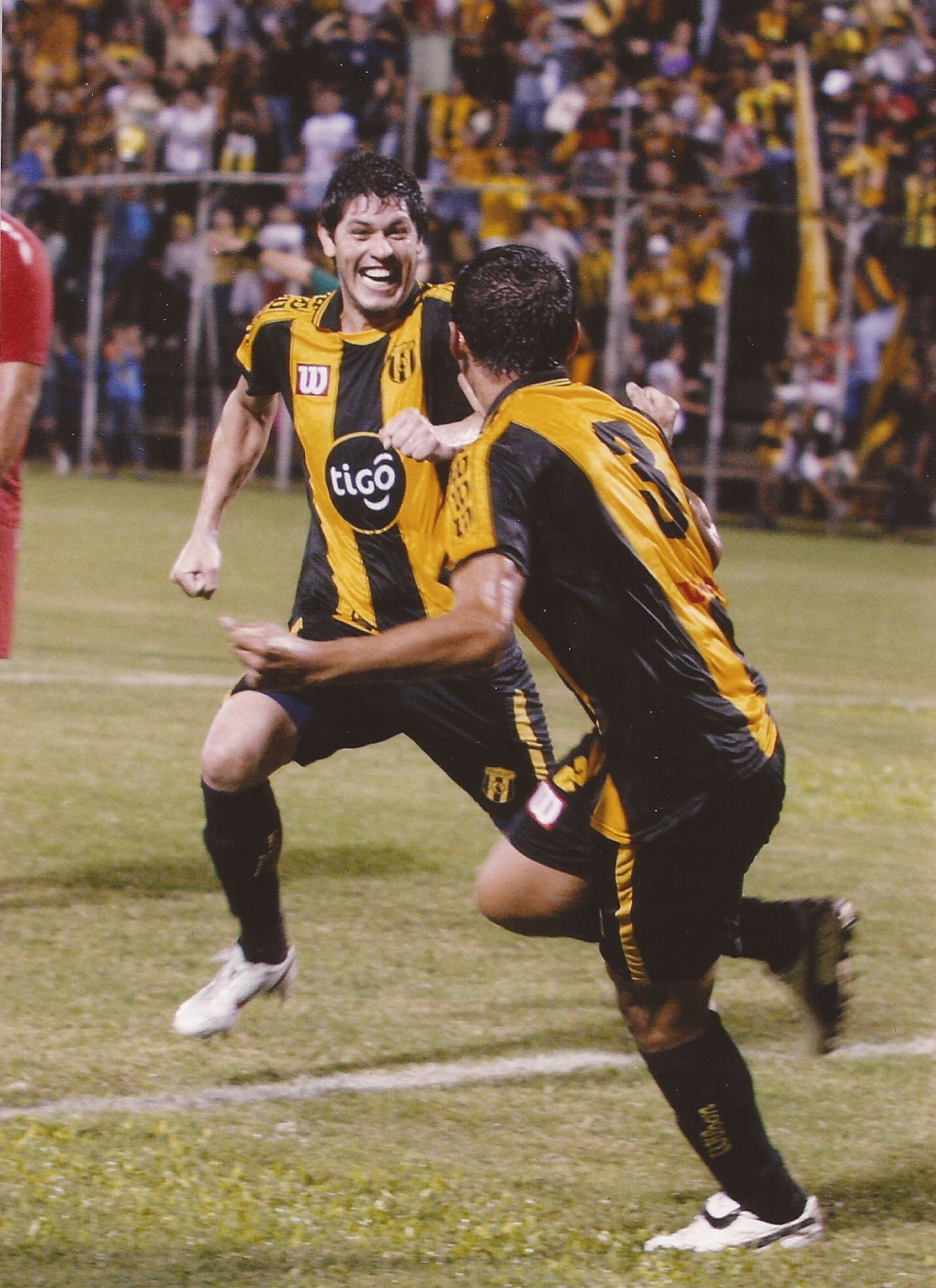

클루브 과라니(Club Guaraní)는 파라과이의 수도인 아순시온을 연고로 하는 축구 클럽이다. 이 팀은 1903년에 창단되었으며, 파라과이에서 가장 성공적인 축구 클럽으로 손꼽는다.

## 역대 성적
- 프리메라 디비시온: (11회)

1906, 1907, 1921, 1923, 1949, 1964, 1967, 1969, 1984, 2010 아페르투라, 2016 클라우수라

## 선수 명단

### 현역
참고: FIFA 자격 규정에 따라 소속된 국가대표팀 국기를 표시합니다. 선수는 복수의 FIFA 비회원국 국적을 가지고 있을 수 있습니다.
| 번호 | 포지션 | 국적 | 이름              |
| ---- | ------ | ---- | ----------------- |
| 1    | GK     |      | 가스파르 세르비오 |
| 20   | MF     |      | 알바로 쿠엘로     |

| 번호 | 포지션 | 국적 | 이름 |
| ---- | ------ | ---- | ---- |

## 역대 감독
| 감독              | 임기        |
| ----------------- | ----------- |
| 카예타노 레       | 1984        |
| 카예타노 레       | 2000        |
| 아니발 루이스     | 2000 ~ 2001 |
| 디에고 알론소     | 2012 ~ 2013 |
| 프란시스코 아르세 | 2016        |
| 프란시스코 아르세 | 2024 ~      |